# 盧善琳
盧善琳（英語：LO Sin Lam, Sonia，1992年12月18日—），香港女子滑浪風帆運動員。

## 簡歷
盧善琳7歲時因應李麗珊奪得奧運金牌的熱潮，報名參加香港滑浪風帆會舉辦的暑期訓練班，在上完兩天暑期班後，就參加了選拔賽，最後順利加入了青少年培訓隊。

### 仁川亞運奪銀牌
2014年9月，盧善琳代表香港參加南韓仁川舉行的亞運會帆船比賽，在女子RS﹕One板項目贏得銀牌。

### 出戰里約奧運會
2016年2月，盧善琳在以色列舉行的RS:X世界滑浪風帆錦標賽中，在獎牌賽獲第7名，總成績排名第8，壓過以第12名完成比賽的陳晞文，憑近兩屆賽事的較佳成績（躋身前10位次數）勝出香港滑浪風帆隊的奧運內部選拔，可以代表香港出戰里約奧運會。
2016年3月，盧善琳在阿布扎比舉行的亞洲滑浪風帆錦標賽中，以第一名完成獎牌賽，奪得女子RS:X組冠軍。
2016年8月，盧善琳於里約奧運會女子RS:X板初賽12場總成績排第十七位，無緣獎牌賽。

### 退役
盧善琳於奧運後退役，轉型為體育公關，以另一個身份貢獻香港體壇。

## 個人生活
2010年，盧善琳在中三畢業後為投身全職訓練轉讀夜校，晨早到赤柱練習，晚上6至9時回校上課。她在2015年順利考畢香港中學文憑考試。
她亦於2015年獲頒發行政長官社區服務獎狀。